# 箱根乱子草
箱根乱子草（学名：Muhlenbergia hakonensis）为禾本科乱子草属下的一个种。

## 扩展阅读
- 維基物種上的相關：箱根乱子草